# Martin Nováček

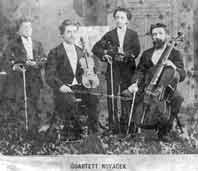
Nováčkův kvartet

Martin Josef Nováček (10. listopadu 1834 Horažďovice – 19. března 1906 Temešvár) byl český dirigent, skladatel a hudební pedagog v zahraničí.

## Život
Na klavír a housle se učil u místního učitele Ševčíka v Horažďovicích. Vystudoval Varhanickou školu v Praze. Po absolvování školy se stal varhaníkem, ředitelem kůru a učitelem hudby v jihobanátské obci Bela Crkva (dnes na území Srbska). S místním kostelním sborem absolvoval i koncertní turné v zahraničí.
V roce 1870 přesídlil do Temešváru (dnes v Rumunsku). Byl sbormistrem v pravoslavném chrámu a ředitelem a dirigentem Filharmonické společnosti. S chrámovým sborem a filharmonickým orchestrem absolvoval řadu koncertů, na nichž uváděl díla Palestrinova, Johanna Sebastiana Bacha, Carla Philippa Emanuela Bacha, Alessandra Stradelly a Luigi Boccheriniho. Sám na těchto koncertech hrál i vlastní skladby pro violu d’amore.
Se svými třemi staršími syny založil v roce 1877 Smyčcový kvartet rodiny Nováčkovy, s nímž úspěšně koncertoval i v Karlových Varech a v Budapešti. Všichni jeho synové (Ottokar, Rudolf, Karel a Victor) se stali známými hudebníky.

## Dílo

### Sbory
- Zpěv mlatcův (získal cenu pražského Hlaholu 1864)
- Tichá noc
- Vzhůru ke zpěvu
- Kovářská
- Skočná
- Hrnčířská

### Další skladby
- Slavnostní mše h-moll
- Zwei Lieder ohne Worte
- Pokladnice mladých houslistů
- Škola na housle pro mládež

Komponoval i operu na libreto J. Böhma, ale ta zůstala nedokončena.